# ドロシー・ポイントン＝ヒル
ドロシー・ポイントン＝ヒル (Dorothy Poynton-Hill、旧姓Poynton後にTeuber、1915年7月17日 - 1995年5月18日) はアメリカの飛込競技選手。1928年、1932年、1936年の夏のオリンピックに出場した。1932年、1936年の10m高飛び込みで金メダル、1928年の3m飛板飛び込みで銀メダル、1936年の3m飛板飛び込みで銅メダルを獲得した。1928年当時最年少メダリストとなり、1936年には初の10m高飛び込みで2度優勝した人物となった。
引退後は、ロサンゼルスで水上クラブを経営し、いくつかのテレビコマーシャルに出演した。1968年に国際水泳殿堂入りした。